# Żywy obraz

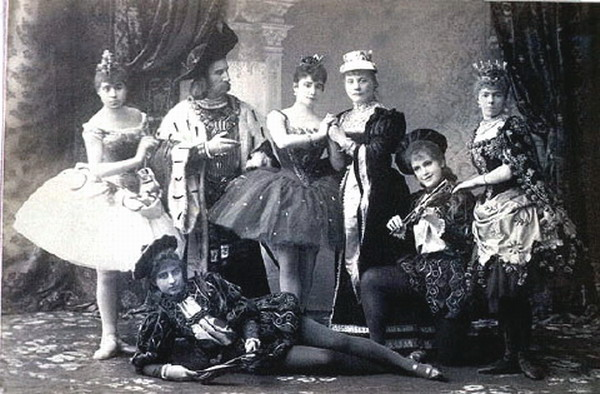
Żywy obraz „Śpiącej Królewny” w wykonaniu aktorów Teatru Maryjskiego w Sankt Petersburgu 1890

Żywy obraz (franc. Tableau vivant) – rekonstrukcja dzieła malarstwa lub rzeźby, tworzona przy udziale ludzi, przedstawiających postawą, ubiorem, mimiką daną scenę.
Popularność żywych obrazów przypadała na wiek XIX i początek XX wieku. Odbywały się w domach prywatnych lub salach widowiskowych z udziałem amatorów lub aktorów zawodowych. Niekiedy w XIX wieku żywe obrazy stanowiły zakończenie sztuk teatralnych, gdy aktorzy nieruchomieli na tle opadającej kurtyny. Fotografie żywych obrazów były też rozpowszechniane w formie pocztówek.
Pierwsze żywe obrazy przypisywane są Madame de Genlis (1746-1830), wychowawczyni dzieci księcia Orleanu. Korzystała przy tym z pomocy malarza Jacques-Louis Davida. Lady Emma Hamilton (1765-1815) pozowała, naśladując znane dzieła rzeźby i malarstwa.
Jean Sibelius skomponował poemat symfoniczny „Finlandia“ (1900) do cyklu żywych obrazów.
W początku XX wieku sensację budziły inscenizacje obrazów mitologicznych z udziałem nagich aktorów. Sławę zdobyła wtedy niemiecka aktorka Olga Desmond (1890-1964).
Obecnie do żywych obrazów nawiązują popularne żywe posągi, czyli występy zamaskowanych nieruchomych postaci na odwiedzanych przez turystów ulicach.